# غلالة بيضاء (مبيض)
الغلالة البيضاء (بالإنجليزية: Tunica albuginea)‏ هي طبقة من نسيج كثيف على سطح المبيض، يتكون من ألياف نسيج ضام تتخللها خلايا مغزلية.